# Rhypagla lacernaria
Rhypagla lacernaria är en fjärilsart som beskrevs av Jacob Hübner 1818. Rhypagla lacernaria ingår i släktet Rhypagla och familjen nattflyn. Inga underarter finns listade.